# Фадия Факир
Фадия Факир (на английски: Fadia Faqir; на арабски: فادية الفقير) е йорданска писателка на бестселъри в жанра съвременен любовен роман и драма.

## Биография и творчество
Фадия Факир е родена на 21 август 1956 г. в Аман, Йордания, в многолюдното семейство на Ахмад Факир и Самиха Байюка, консервативни мюсюлмани. Баща ѝ има за цел да даде добро образование на деветте си деца и всички те имат дипломи от Великобритания, САЩ и Турция.
На 19 г. е принудена да се омъжи за първия си съпруг според мюсюлманските традиции, а на следващата година се ражда синът ѝ Хайтам Абу Садах. Бракът не е успешен и след 3 години тя подава молба за развод и попечителство. Съдът я лишава от родителски права и тя търси утеха в книгите. Решава да продължи обучението си и през 1983 г. завършва с бакалавърска степен по английска литература в Университета на Йордания. След завършването си печели стипендия в университета на Ланкастър и през 1985 г. получава магистърска степен по творческо писане.
Връща се за известно време в Йордания и работи като медиен координатор към Министерството на висшето образование и фондация „Ал-Бейт“. През 1986 г. се връща в Англия по програма за следдипломно обучение под ръководството на Малкълм Бредбъри, и през 1989 г. получава докторска степен по творческо писане и критика от Университета на Източна Англия, като е първата жена получила тази степен в Англия.
Оставайки във Великобритания първоначално в периода 1990-1994 г. работи като старши редактор в издателство „Garnet Publishing“ в Рийдинг, а от 1994 г. е преподавател по творческо писане в Института по близкоизточни и ислямски изследвания към университета в Дърам. Участва в различни организации свързани с правата на жените и въпросите на Близкия изток. Води много курсове и семинари по творческо писане по света. През 2003 г. посещава София, за да участва във фестивала „Литература в действие“, организиран от Британския съвет. В София пише колекцията си от кратки медитации в поетична проза „Sofia Blues“, публикувана през 2005 г.
През 1987 г. излиза първата ѝ книга „Nisanit“ (Нисанит), която развива темата за отражението на израело-палестинския конфликт върху местното мирно население. В следваща си книга „Стълбове от сол“ от 1996 г. тя разказва за съдбите на две арабски жени представяйки въздействаща алтернативна картина на съвременното арабско общество. Книгата става бестселър и я прави известна писателка.
През 2007 г. е издаден другият ѝ известен роман „Казвам се Салма“, който е посветен на трагедията на арабските жени, които се възправят срещу патриархалните традиции и културната бариера на близкоизточното общество.
Фадия Факир е активен обществен деец по въпросите на половата дискриминация. Автор е и на редица статии на тема „Правата на жените в ислямския свят“. Като главен редактор на серията „Арабски писателки“, през 1995 г. тя получава наградата „Ню Венчър“. Тя казва за себе си: „Аз пиша в името на истината и справедливостта. А също така и за да прогоня страха от себе си, да го унищожа. Поела съм на дълъг и труден път, осъзнавайки, че крайна спирка няма, но той ми носи удовлетворение и е пълен с малки изненади.“
Произведенията на писателката са преведени на 15 езика и публикувани в 18 страни.
След като се запознава в Интернет, на 21 юни 2003 г. се омъжва за втория си съпруг, Дийн Тьорьок, с чиито две дъщери от първия му брак, живеят в Дърам, Англия.

## Произведения

### Самостоятелни романи
- Nisanit (1987)
- Pillars of Salt (1996)
Стълбове от сол, изд.: ИК „Хермес“, София (2010), прев. Стоянка Лазарова
- My Name Is Salma (2007) – издадена и като „The Cry of the Dove“
Казвам се Салма, изд.: ИК „Хермес“, София (2009), прев. Стоянка Лазарова
- At the Midnight Kitchen
- Willow Trees don't Weep (2014)

### Сборници
- Bound: Stories from County Durham (2004) – с Чарлз Фърнихоу, Пол Мегр, Сара Мейтланд и Уенди Робъртсън

### Разкази
- Purple Heart (2004)
- The Separation Wall (2004)

### Поезия
- Sofia Blues (2005) – стихосбирка

### Документалистика
- In the House of Silence: Autobiographical Essays by Arab Women Writers (1998)